# Personaggi di Uomo Tigre II
Questa è la lista completa dei personaggi della serie anime Uomo Tigre II, prodotta da Toei Animation come sequel del manga L'Uomo Tigre, creato da Ikki Kajiwara.

## Personaggi principali

### Tatsuo Aku
Tatsuo Aku (亜久 竜夫?, Aku Tatsuo), nel doppiaggio italiano "Tommy Aku", ring name Tiger Mask II (タイガーマスク二世?, Taigā Masuku Nisei), nel doppiaggio italiano "Uomo Tigre II", è il protagonista della serie. Orfano della Chibikko House, dopo la morte del suo grande mito Tiger Mask, decide di combattere per la giustizia in sua memoria. Viaggia per il mondo concluso il suo allenamento a Tana delle Tigri, combattendo contro forti wrestler e bestie selvagge allo scopo di perfezionare la sua tecnica. In Egitto, scelta la maschera da tigre in memoria di Naoto Date, vince la Cintura del Campione delle Piramidi. Saputo il segreto da un vecchio delle Ande, torna in Giappone e ristruttura la piramide ai piedi del Fuji, dove ebbero origine tutte le discipline di combattimento giapponesi. Trova lavoro come reporter all'Hinode Sport di Tokyo, ma indossa anche la maschera di Tiger Mask II per combattere. È molto timido e pigro nel lavoro, ma grintoso e deciso sul ring. Stringe un'alleanza con Antonio Inoki per fermare la Space Wrestling Federation. Vinto il match contro Ahman Hassan/The Strongs, il capo della Space Wrestling Federation, e conservata la contesa della Cintura del Campione delle Piramidi, abbandona per sempre la maschera e il puroresu, potendo finalmente vivere la sua storia d'amore con Midori. Doppiato da Hideyuki Hori in giapponese, da Oliviero Dinelli in italiano e da Gabriella Andreini da bambino.

### Midori Ariyoshi
Midori Ariyoshi (有吉 みどり?, Ariyoshi Midori) è la protagonista femminile della serie, una giovane ragazza semplice, dolce, molto seria e assai modesta. Lavora come fotografa dipendente per il giornale Hinode Sport. Viste le sue grandi capacità, Desk la incarica esclusivamente di occuparsi dei match di puroresu. Guida una moto di grossa cilindrata e indossa preferibilmente abiti di taglio maschile, preferendo infatti i pantaloni piuttosto che le gonne. Collega di lavoro di Tatsuo, del quale è segretamente innamorata e non si accorge della doppia identità. Attende che questi si accorga di lei, essendo invece innamorato non corrisposto di Junko Tachibana, scatenando spesso la sua gelosia, ma intanto lo aiuta nelle difficoltà, difendendolo spesso dalle sfuriate di Desk per la sua indolenza. È anche corteggiata da Saiga, altro suo collega di lavoro da un giornale rivale, ma senza successo. Scopre in seguito che Tatsuo è Tiger Mask II, da sempre il suo idolo, ma tiene il segreto per mantenere nascosta la sua seconda identità. Ottiene infine il suo amore e diventa la sua futura moglie. Doppiata da Chiyoko Kawashima in giapponese e da Emanuela Fallini in italiano.

### Antonio Inoki
Antonio Inoki (アントニオ猪木?, Antonio Inoki) è il coprotagonista della serie, proprietario della New Japan Pro-Wrestling, in passato amico e collega di Naoto Date. Tiger Mask II gli racconta la sua storia, ma per rispetto sceglie che non gli sveli la sua vera identità. Se nella prima serie ha un ruolo secondario, in questa è una vera e propria spalla del wrestler mascherato e lo aiuta ad allestire la sua palestra, portandovi i suoi ragazzi. Doppiato da Banjō Ginga in giapponese e da Gabriele Carrara in italiano.

### Ahman Hassan
Ahman Hassan (アーマン・ハッサン?, Āman Hassan), ring name The Strongs (ザ・ストロングス?, Za Sutorongusu), nel doppiaggio italiano "Joe Forte", è l'antagonista principale della serie. È uno degli emiri arabi più ricchi e potenti del mondo, nonché tiranno spietato che fornisce al Giappone e agli altri paesi il petrolio greggio necessario per la loro economia nazionale in crisi, con una condizione inamovibile: i rifornimenti verranno bloccati alla prima sconfitta di Tiger Mask II contro un suo wrestler. Quando era bambino, il suo Paese era una colonia sfruttata dalla tirannia militare di un paese straniero e gli abitanti vivevano nella povertà. Dopo aver perso i genitori e la sorella minore Kate, nel doppiaggio italiano "Fora", nei bombardamenti aerei nemici sul suo villaggio natale durante la guerra d'indipendenza, è diventato sovrano e dittatore assoluto della sua nazione e non esita a reprimere ogni manifestazione di dissenso politico. Secondo le sue idee, al mondo la potenza è l'unica vera giustizia, con un semplice ordine. Proprietario della Space Wrestling Federation (宇宙プロレス連盟?, Uchū puroresu renmei, lett. "Federazione di lotta spaziale"), una temutissima e potente organizzazione criminale, mira a strappare al Giappone la supremazia nel campo delle discipline sportive, per poi espandere il suo potere anche in altri settori. In gioventù, quando era studente a New York, ha visto il match di Stan Hansen, quando ha infranto le regole e sconfitto Bruno Sammartino. Per questo ha praticato il wrestling, diventando davvero abile e sanguinario. Sale sul ring al Nippon Budokan nei panni di The Strongs contro il possente André the Giant, battuto in un batter d'occhio, e poi affronta Tiger Mask II in un death match per la conquista della Cintura del Campione delle Piramidi. Combattendo con estrema correttezza, dimostra però di non essere del tutto malvagio e di avere in fondo un animo da vero sportivo. Muore di un arresto cardiaco anche per i diversi colpi al torace subiti da Tiger Mask II, poco prima dell'arrivo della notizia che annuncia che la popolazione del suo paese si è sollevata in rivolta e la rivoluzione ha appena avuto successo. Doppiato da Chikao Ōtsuka in giapponese, da Takayuki Ōmikawa quando era ragazzo nell'episodio 21, e da Toni Orlandi in italiano.

## Comprimari

### Personaggi immaginari

#### Desk
Desk (デスク?, Desuku) è il caporedattore del giornale Hinode Sport (日の出スポーツ?, Hinode Supōtsu, lett. "Sport all'alba"), nel doppiaggio italiano "Oggi-Sport". Pavido e pasticcione, farebbe di tutto per vendere più copie del proprio giornale, che soffre per la concorrenza di testate ben più agguerrite e popolari. Sul lavoro è molto preciso e non tollera errori da parte dei propri reporter, per questo rimbrotta spesso Tatsuo per le sue mancanze fino a minacciare di licenziarlo. Nonostante tutto, gli è affezionato come a un figlio e in rare occasioni riconosce il suo talento di reporter, vantandosi di avergli insegnato lui i trucchi del mestiere. Già da giovane era appassionato di sport, avendo ricoperto all'università, dove era un senpai di Shigeo Nagashima, il ruolo di manager di una squadra di baseball, non avendo però doti agonistiche da campione. Afferma di essere scapolo, ma in realtà è sposato e ha tre figli, anche se è stato lasciato dalla moglie e da allora dedica tutto il suo tempo ed energie al giornalismo sportivo. È un vero elemento comico, ma si addolcisce alla fine, fino a comprendere e favorire anche l'amore di Midori per Tatsuo. Si commuove nel vedere il suo dipendente trionfare sul ring. Doppiato da Chikao Ōtsuka in giapponese e da Giorgio Del Bene in italiano.

#### Saiga
Saiga (才賀?, Saiga) è un giornalista sportivo, originario di Sendai. Collega e concorrente di Tatsuo, anche lui innamorato di Midori. Si accorderà con la Space Wrestling Federation per indagare su Tatsuo in cambio di un posto da direttore in un giornale, inoltre gli chiederanno di trovare la rivoluzionaria Giena Gostra e infine, prendendo come ostaggio la sorella minore Mina, lo costringeranno a ucciderla. Per essersi rifiutato alla fine di uccidere Giena, che trama contro Hassan, verrà trucidato dai killer del dittatore arabo, morendo tra le braccia di Tatsuo, scoprendo che lui in realtà è Tiger Mask II. Doppiato da Hideyuki Tanaka in giapponese e da Giovanni Brusatori in italiano.

#### Ishimatsu
Ishimatsu (石松?, Ishimatsu), nel doppiaggio italiano "Ishi", è un fotografo che dà una mano a Tatsuo quando deve scrivere degli articoli nello stesso momento in cui deve combattere sul ring. Come Desk, rimane sorpreso quando Tatsuo si rivela essere Tiger Mask II. Doppiato da Kaneto Shiozawa e Akira Miyauchi in giapponese.

#### Kazuya Tachibana
Kazuya Tachibana (立花 一也?, Tachibana Kazuya), nel doppiaggio italiano "Nicky Tachibana", è il bambino che Tiger Mask II salva nel primo episodio. In seguito, diventa il suo più accanito sostenitore. Orfano di entrambi i genitori, vive da solo con la sorella maggiore, Junko Tachibana. Rimane sorpreso quando Tatsuo si rivela essere Tiger Mask II. Doppiato da Satomi Majima in giapponese.

#### Junko Tachibana
Junko Tachibana (立花 純子?, Tachibana Junko), nel doppiaggio italiano "Janet Tachibana", alla fine Junko Morita (森田 純子?, Morita Junko), nel doppiaggio italiano "Janet Tanaka", è la sorella maggiore di Kazuya Tachibana e lavora come infermiera affiliata all'ospedale dell'università di Tōto. Tatsuo ha un debole per lei, ma non capisce che la ragazza lo considera solo un caro amico, oltre ad essere soltanto una grande fan di Tiger Mask II. Alla fine, si sposa con Morita, nel doppiaggio italiano "Tanaka", un dottore del suo ospedale, e si trasferisce come volontaria in uno di Tōhoku, senza vedere il death match tra Tiger Mask II e The Strongs. Doppiata da Mami Koyama in giapponese.

#### Santaro Iwai
Santaro Iwai (祝 三太郎?, Iwai Santarō), nel doppiaggio italiano "Taro Iwai", è amico di Kazuya e come lui è sempre al seguito dei match di Tiger Mask II. Orfano di padre, vive con la madre Tamako e il nonno. Ha un cugino maggiore, il famoso calciatore Kunihiko Sasamoto, nel doppiaggio italiano "Lopez Falco". Rimane sorpreso quando Tatsuo si rivela essere Tiger Mask II.

#### Kakko
Kakko (カッコ?, Kakko), nel doppiaggio italiano "Alice", è la bambina amica di Kazuya e Santaro e, come loro, è sempre al seguito dei match di Tiger Mask II. Anche se ovviamente non corrisposta essendo solo i capricci di una bambina delle elementari, è ingenuamente innamorata di Tatsuo e quindi gelosa di Midori. Orfana di madre, vive da sola con il padre, che gestisce un chiosco di ramen nel quartiere. Rimane sorpresa quando Tatsuo si rivela essere Tiger Mask II e deve anche rassegnarsi a lasciarlo a Midori. Doppiata da Masako Miura in giapponese.

#### Ikkaku
Ikkaku (?), soprannominato Bozu (ボウズ?, Bōzu), è amico di Kazuya e Santaro e, come loro, è sempre al seguito dei match di Tiger Mask II. Suo padre è un monaco buddhista e da ciò deriva il suo soprannome. Rimane sorpreso quando Tatsuo si rivela essere Tiger Mask II. Doppiato da Miki Sugihara in giapponese.

#### Jiradeau
Jiradeau (ギラド?, Girado) è il secondo antagonista principale della serie. Fedele servitore di Hassan, lo segue ovunque e gli dà consigli. Alla fine, muore sotto una statua raffigurante proprio il dittatore arabo, durante il colpo di Stato guidato da Giena. Doppiato da Yasuo Tanaka in giapponese e da Nino Scardina in italiano.

#### Geller
Geller (ゲラー?, Gerā), nel doppiaggio italiano "Keller", è il terzo antagonista principale della serie. Fedele capo spia dell'unità di killer di Hassan, un gruppo di mercenari americani, porta un cappello e degli occhiali scuri ed ha l'aria truce. È un uomo spietato che uccide senza esitazione. Alla fine, incaricato di uccidere Giena, viene ostacolato da Devil Puma e, fallendo nel suo compito, muore cadendo in un fiume sulle montagne di Hakone. Doppiato da Kazuhiko Kishino e Kōji Yada in giapponese, e da Renato Montanari in italiano.

#### Ironger
Ironger (アイアンガー?, Aiangā), nel doppiaggio italiano "Iron", è la tigre fedele amica e compagna di allenamento di Tatsuo. La conobbe in India, la medicò da una ferita d'arma da fuoco e da allora sono diventati inseparabili. Tra l'altro sembra inoffensiva nei riguardi di Inoki, riconoscendolo come amico di Tiger Mask II.

### Personaggi reali

#### Ichiro Furutachi
Ichiro Furutachi (古舘 伊知郎?, Furutachi Ichirō) è il presentatore della TV Asahi per i match sul pro-wrestling o altre notizie di cronaca. Inoltre, è proprio lui a narrare i brevi riassunti degli episodi successivi alla fine di ogni puntata. Doppiato da Kōji Yada in giapponese e da Sergio Gibello in italiano.

#### Teruo Takahashi
Teruo Takahashi (高橋 輝男?, Takahashi Teruo) è l'arbitro di tutti i match sul pro-wrestling.

#### Seiji Sakaguchi
Seiji Sakaguchi (坂口 征二?, Sakaguchi Seiji), nel doppiaggio italiano "Saka", è uno dei più forti pro-wrestler della New Japan Pro-Wrestling. Viene sconfitto da Uchu-Kamen SF e dagli Hell Hawks.

#### Tatsumi Fujinami
Tatsumi Fujinami (藤波 辰巳?, Fujinami Tatsumi) è uno dei più forti pro-wrestler della New Japan Pro-Wrestling. Viene sconfitto dagli Hell Hawks e da André the Giant.